# Екзорсистът на Папата
„Екзористът на Папата“ (на английски: The Pope's Exorcist) е американски свръхестествен филм на ужасите от 2023 г. на режисьора Джулиъс Ейвъри, сценарият на Майкъл Петрони и Евън Спилиотопулос е адаптация на книгата An Exorcist Tells His Story през 1990 г. и An Exorcist: More Stories от 1992 г., написани от отец Габриеле Аморт. Във филма участват Ръсел Кроу, Даниел Зовато, Алекс Есое, Франко Неро и др.
Филмът е пуснат в няколко държави на 6 април 2023 г. и в Съединените щати и Канада на 14 април. Получава смесени отзиви от критиката.